# Olivver
Olivver (født Oliver Fussing Stibell i 1998) er en dansk rapper.
Han har tidligere været en del af hiphopkollektivet 25/8 og har senere udgivet en række singler med produceren Chanelbigs. Teksterne på hans soloudgivelser kredser om sårbare og mørke emner.
Siden udgivelsen af debutalbummet har Olivver spillet på blandt andet SPOT Festival, Hotel Cecil og Vega.

## Diskografi
- Vågen (2021)